# 빌리 드 울프

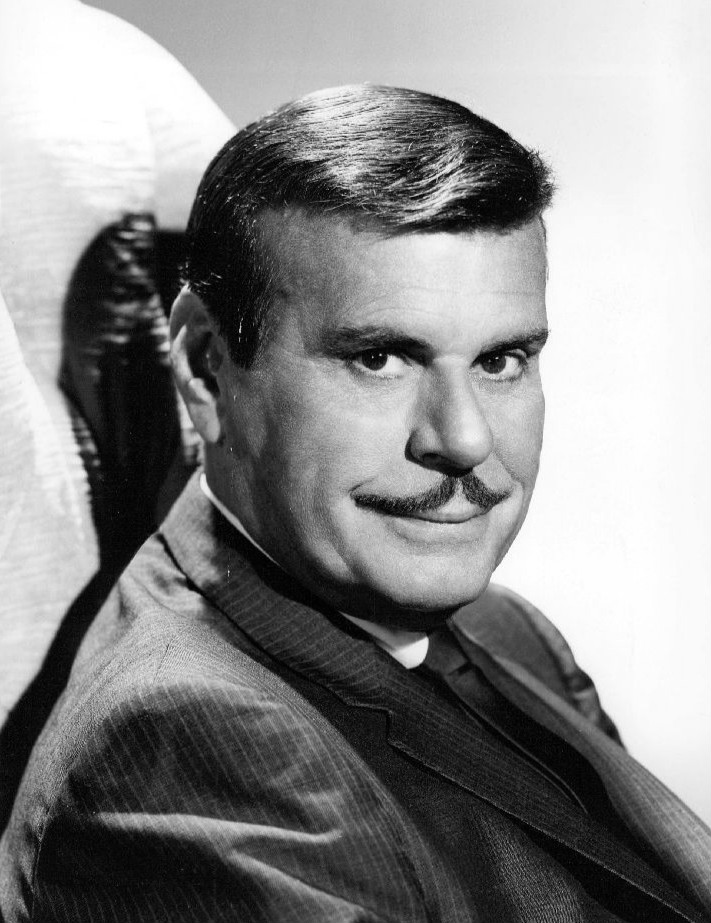

빌리 드 울프(Billy De Wolfe, 1907년 2월 18일 ~ 1974년 3월 5일)는 미국의 배우, 텔레비전 배우, 성우이다.
퀸시에서 태어났으며 로스앤젤레스에서 사망하였다. 사인은 폐암이다.

## 영화
- 프로스티 더 스노우맨 (1969년) - 힌클 교수 역
- 빌리 (1965년)
- 콜 미 마담 (1953년)
- 브로드웨이의 자장가 (1951년)
- 티 포 투 (1950년)
- 버라이어티 걸 (1947년)
- 폴라인의 모험 (1947년)
- 블루 스카이스 (1946년)
- 딕시 (1943년)